# John Johnson (ciclista)
John Sigfrid Johnson (11 de mayo de 1871-17 de enero de 1934) fue un deportista estadounidense que compitió en ciclismo en la modalidad de pista. Ganó dos medallas en el Campeonato Mundial de Ciclismo en Pista de 1893, plata en la prueba de velocidad individual y bronce en 10 km.

## Medallero internacional
| Campeonato Mundial | Campeonato Mundial       | Campeonato Mundial | Campeonato Mundial       |
| Año                | Lugar                    | Medalla            | Competición              |
| ------------------ | ------------------------ | ------------------ | ------------------------ |
| 1893               | Chicago (Estados Unidos) | Medalla de plata   | Velocidad individual (A) |
| 1893               | Chicago (Estados Unidos) | Medalla de bronce  | 10 km (A)                |